# Hans-Dieter Dechent

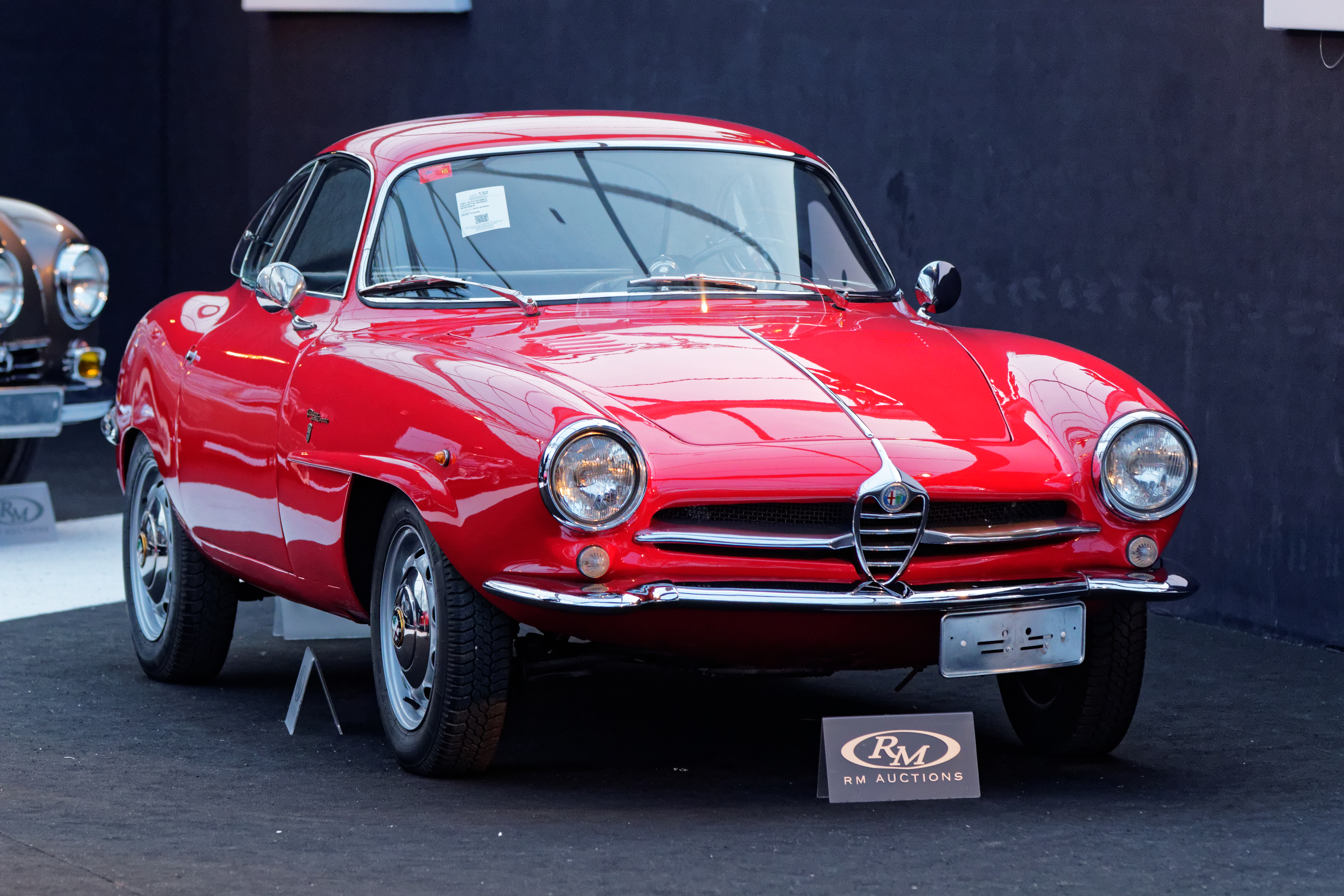
Hans-Dieter Dechents erster Rennwagen war ein Alfa Romeo Giulietta Sprint Speciale

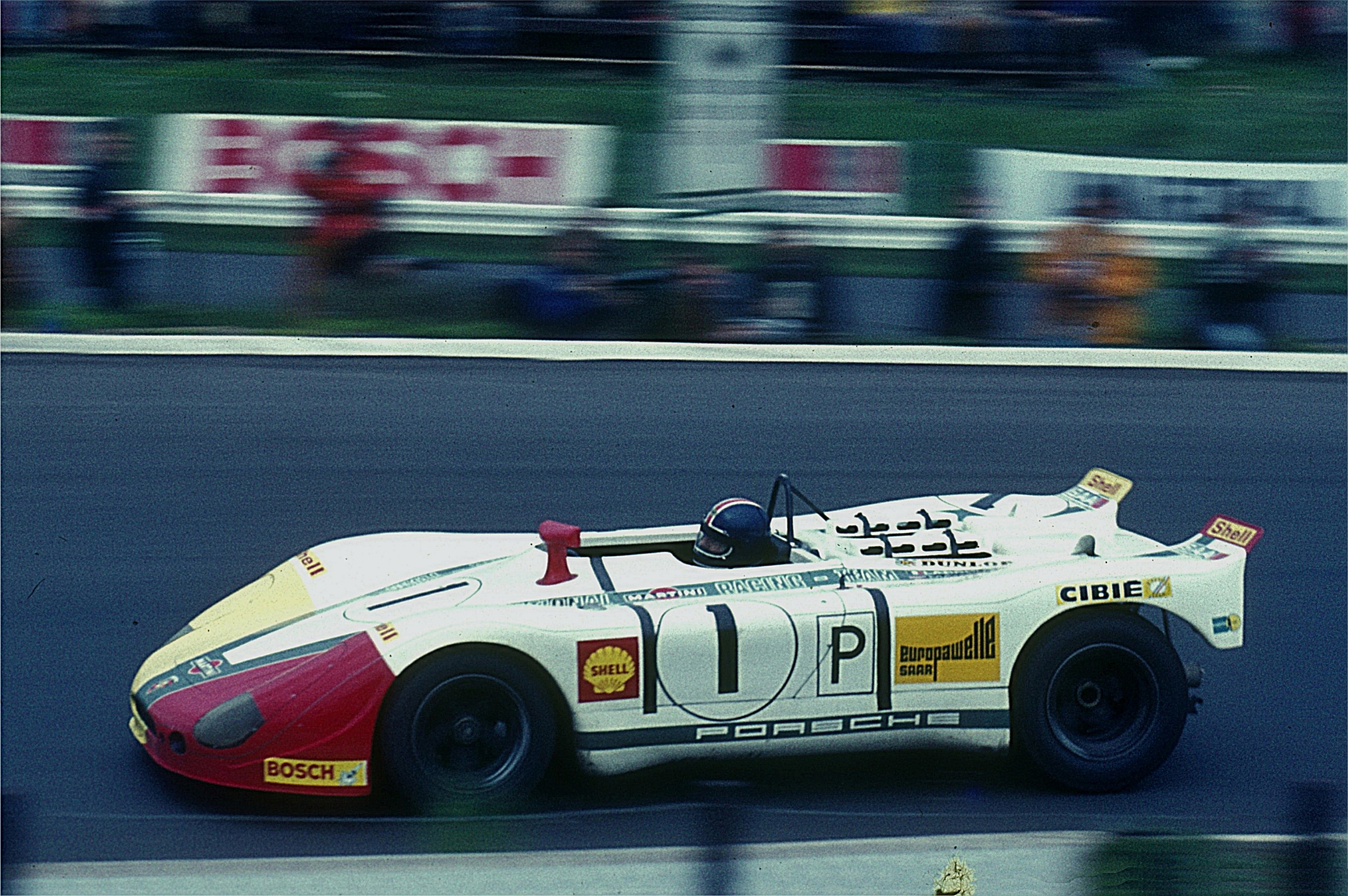
Gérard Larrousse im Dechent-Porsche 908/02 beim 1000-km-Rennen auf dem Nürburgring 1970

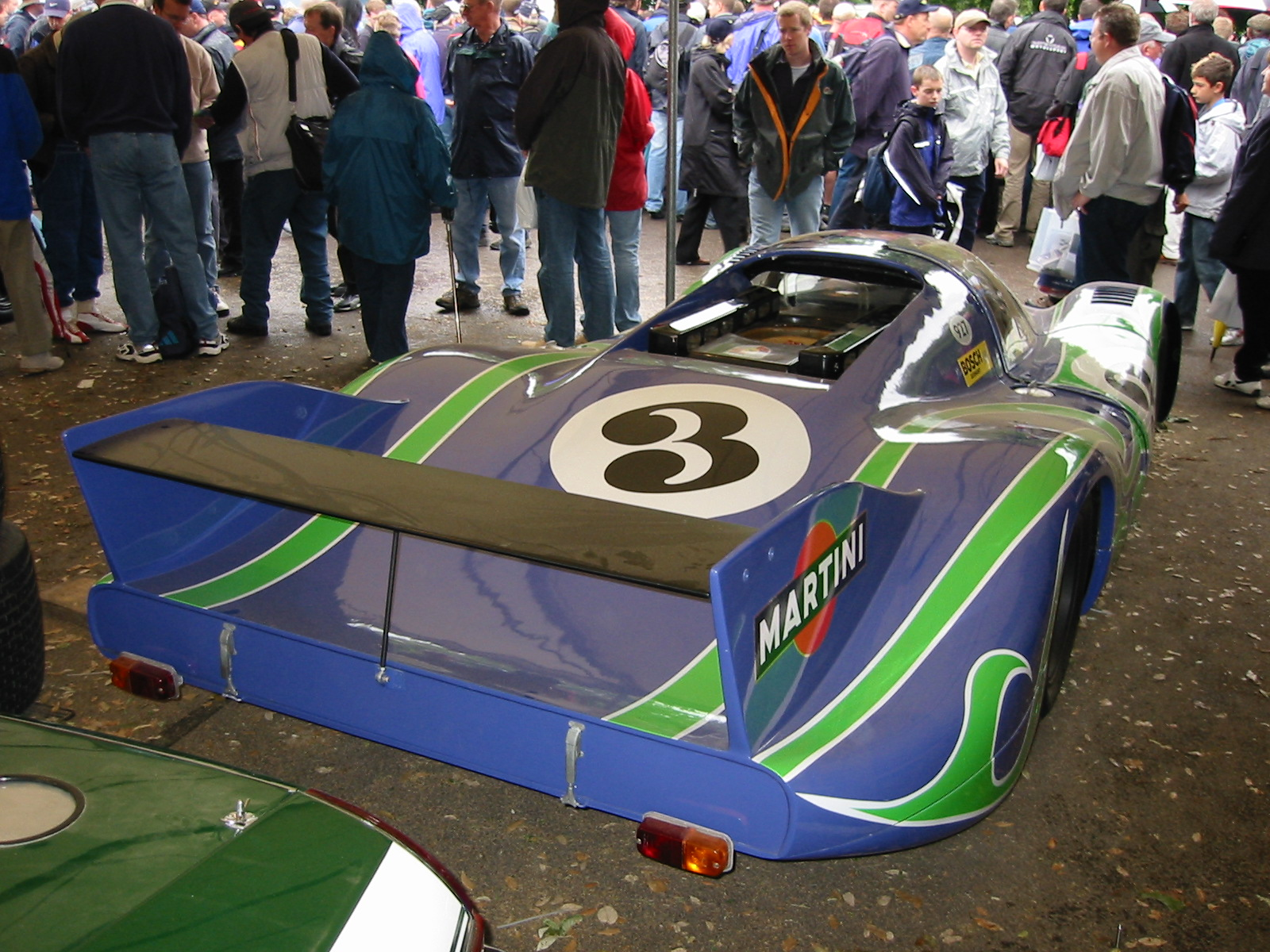
Der Langheck-Porsche 917 mit dem Gérard Larrousse und Willi Kauhsen 1970 Gesamtzweite in Le Mans wurden

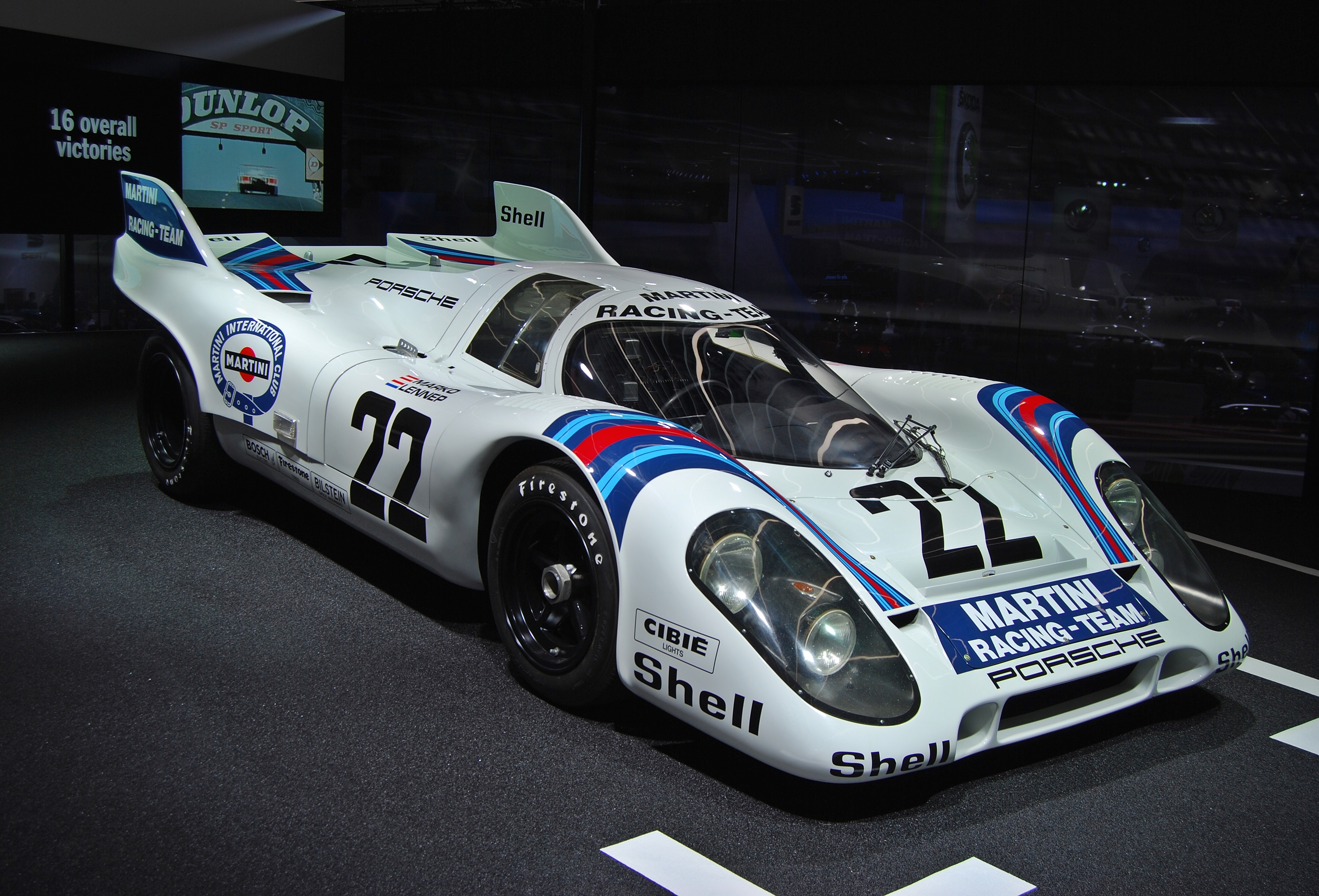
Martini-Racing-Porsche 917K; Siegerwagen von Helmut Marko und Gijs van Lennep beim 24-Stunden-Rennen von Le Mans 1971

Hans-Dieter Dechent (* 13. Juni 1940; † 20. September 2014 in Saarbrücken) war ein deutscher Unternehmer, Rennstallbesitzer und Autorennfahrer.

## Autohaus Dechent
Als Hans-Dieter Dechent 1940 mitten im Zweiten Weltkrieg geboren wurde, existierte das Autohaus Dechent in Saarbrücken bereits 19 Jahre. Gegründet wurde das Unternehmen von Hans Dechent, der mit einer Schwester von Fritz von Opel verheiratet war. Das Unternehmen wuchs sehr schnell. Mit finanzieller Unterstützung seines Schwagers entstand 1923 in der Mainzer Straße mit 6000 Quadratmeter Fläche einer der modernsten Kfz-Betriebe Süddeutschlands. Zwischen 1919 und 1923 hatte das Unternehmen in vier Jahren 100 Dixi verkauft. Bis 1935 expandierte Dechent auf insgesamt 4500 ausgelieferte Neuwagen der Marken Delahaye, Donnet-Contin und Chenard & Walcker. Durch die Generalvertretung von Opel wurden ab 1935 1000 Einheiten pro Jahr verkauft.
Während des Zweiten Weltkriegs wurde das Unternehmen von Saarbrücken nach St. Wendel und Homburg verlegt. Nach dem Ende der Kampfhandlungen kehrte man an den alten Standort zurück. Bis in die 1970er-Jahre expandierte das Autohaus weiter. Zu Opel kamen die Marken Renault und Alfa Romeo und die Generalvertretung von General Motors. Später kamen noch Volkswagen, Audi und Hyundai hinzu. Das Filialnetz wurde über das Saarland hinaus ausgebaut.
Hans-Dieter Dechent war in den 1960er-Jahren in der Geschäftsleitung engagiert; 1969 stieg er aus dem Unternehmen aus. Mit dem ausbezahlten Erbanteil finanzierte er die Rennaktivitäten von Martini Racing. Durch seine Karriere als Rennfahrer lernte er Mitte der 1960er-Jahre Jack Brabham kennen und übernahm dessen deutschen Rennwagenvertrieb. Über das Autohaus wurden Formel-3- und Formel-2-Rennwagen von Brabham an Privatfahrer verkauft. Ein Produkt der Zusammenarbeit war der Brabham Kadett B, ein Opel Kadett mit Verbesserungen an Fahrwerk, Motor und Getriebe.

## Karriere als Rennfahrer
Die Fahrerkarriere von Hans-Dieter Dechent begann 1962. Bis zum Ende seiner aktiven Zeit 1970 finanzierte er alle seine Rennteilnahmen mit eigenen Finanzmitteln. In den Werkstätten seines Autohauses in Saarbrücken betrieb er von Beginn an einen Rennstall, in dem die Einsatzfahrzeuge vorbereitet wurden. Erste Rennen fuhr er 1962 mit einem Alfa Romeo Giulietta Sprint Speciale bei GT-Rennen in Westdeutschland. Seinen ersten internationalen Start hatte er beim 1000-km-Rennen von Paris 1962, wo er gemeinsam mit Ernst Furtmayr Fünfzehnter im Gesamtklassement wurde. In den folgenden Jahren meldete er Rennwagen vor allem in der Deutschen Rundstrecken-Meisterschaft und bei Bergrennen. Für die Scuderia Lufthansa von Robert Huhn startete er auch in der Sportwagen-Weltmeisterschaft. 1964, 1965 und 1966 ging er für Huhn beim 1000-km-Rennen auf dem Nürburgring an den Start. 
1967 stieg er als Teilhaber bei der Scuderia Lufthansa ein und unterstützte das Team mit großzügigen Finanzmitteln. In diesem Jahr entstand auch die Zusammenarbeit zwischen Dechent und der Porsche-Rennabteilung. Zum Fuhrpark der Scuderia Lufthansa gehörten 1967 ein Porsche 911 sowie die Sportwagenmodelle 906 und 910. Beim 1000-km-Rennen auf dem Nürburgring 1967 erreichte das Duo Huhn/Dechent im Porsche 906 mit zwei Runden Rückstand auf die Sieger Udo Schütz und Joe Buzzetta, die einen 910 fuhren, den sechsten Rang in der Gesamtwertung. 
Dechent blieb bis zum Ablauf der Rennsaison 1970 als Fahrer aktiv. Seinen letzten Rennstart hatte er beim 100-km-Rennen von Mainz-Finthen 1970, wo er im Porsche 908/03 hinter Jürgen Neuhaus, der einen Porsche 917 steuerte, Gesamtzweiter wurde. Zwischen 1967 und 1970 war er regelmäßig in der Sportwagen-Weltmeisterschaft gemeldet. Gemeinsam mit Gerhard Koch (Porsche 907) wurde er Gesamtdritter beim 1000-km-Rennen von Monza 1969 und im Porsche 908/02 beim 9-Stunden-Rennen von Kyalami. Sein letztes Sportwagenrennen war das 1000-km-Rennen von Spa-Francorchamps 1970, wo er gemeinsam mit Helmut Marko Platz elf in der Gesamtwertung belegte.

## Martini Racing
Hans-Dieter Dechent brachte den italienischen Spirituosenhersteller Martini & Rossi als Sponsor in den Motorsport. Es gelang ihm, das vor allem durch seine Wermut-Getränke bekannte Unternehmen als Geldgeber für seinen neuen Porsche-Rennstall zu gewinnen. Das International Martini Racing Team ging zuerst mit Porsche-908-Modellen in der Sportwagen-Weltmeisterschaft an den Start. Das Debüt gab das Team mit einem siebten Rang von Gerhard Koch, Gérard Larrousse und Richard Attwood beim 12-Stunden-Rennen von Sebring 1970. 
Für das 24-Stunden-Rennen von Le Mans 1970 wollte Dechent bei Porsche in Zuffenhausen einen weiteren 908 erwerben. Ferdinand Piëch überzeugte ihn jedoch, sein Geld in einen neuen Porsche 917 Langheck zu investieren. Dechent willigte ein und der Wagen wurde weiß ausgeliefert. Nach einem Entwurf von Porsche-Chefdesigner Anatole Lapine wurde der Wagen im später legendären grün, blau und lila psychedelischen Farbmuster lackiert. Im Rennen klassierten Gérard Larrousse und Willi Kauhsen den Wagen an der zweiten Stelle der Gesamtwertung. Der Dechent-908 Langheck von Rudi Lins und Helmut Marko wurde Dritter. Nach dem Ende der Saison löste Louise Piëch den österreichischen Ableger des Porsche-Werksteams auf und verkaufte Fahrzeuge und Material an Dechent.
In der Sportwagen-Weltmeisterschaft 1971 war das Dechent-Team mit den drei Saisonsiegen in Sebring, Le Mans und auf dem Nürburgring mitverantwortlich für den erneuten Weltmeisterschaftssieg von Porsche. Der Aufwand war jedoch enorm. Neben den Sponsoreinnahmen hatte Dechent 6 Millionen Deutsche Mark in den Rennstall gesteckt. Nach dem 1000-km-Rennen von Zeltweg 1971 war das Budget aufgebraucht und Dechent löste den Rennstall auf.
Hans-Dieter Dechent galt als hervorragender Organisator, der sich nicht in den Rennbetrieb an der Strecke einmischte. In den Jahren in Le Mans verfügte er immer über die größte Anzahl an Freikarten. Hans-Dieter Dechent: „In Le Mans habe ich den Mädels aus dem Rennbüro immer zu Beginn der Rennwoche Halstücher von Hermes aus Paris mitgebracht. Anschließend hatte ich immer so viele Tickets, wie ich brauchte.“

## Die Jahre nach Martini Racing
Nach dem Ende des Rennstalls hatte Dechent unterschiedliche Funktionen im Motorsport inne. Fast zwei Jahrzehnte war er die rechte Hand von Reinhold Joest in dessen Rennstall Joest Racing. Er koordinierte die Renneinsätze in der Sportwagen-Weltmeisterschaft und bei den Sportwagenrennen in Nordamerika. Daneben war er erst Präsident und später Promoter der Interserie. 1994 gehörte er zum erfolgreichen Team von Jochen Dauer in Le Mans. In den letzten Jahren unterstützte er die Rennkarriere des ebenfalls aus Saarbrücken stammenden Christian Hohenadel.
Hart traf Dechent 2010 der Verlust des Distanzrekordes in Le Mans. 1971 waren Helmut Marko und Gijs van Lennep im Dechent-917 in 397 Runden 5335,313 km gefahren. Wie viele Fachleute glaubte auch Dechent an einen Rekord für die Ewigkeit. Beim Rennen 2010 fuhren Mike Rockenfeller, Timo Bernhard und Romain Dumas im Audi R15 TDI Plus ebenfalls 397 Runden. Durch eine Streckenverlängerung entsprach dies aber einer Distanz von 5410,713 km.
Dechent, der zweimal verheiratet war (einmal geschieden, einmal verwitwet) und einen Sohn hatte, starb nach langer Krankheit im Spätsommer 2014 in Saarbrücken.

## Statistik

### Einzelergebnisse in der Sportwagen-Weltmeisterschaft
| Saison | Team                                   | Rennwagen                                 | 1   | 2   | 3   | 4   | 5   | 6   | 7   | 8   | 9   | 10  | 11  | 12  | 13  | 14  | 15  | 16  | 17  | 18  | 19  | 20  | 21  | 22  |
| ------ | -------------------------------------- | ----------------------------------------- | --- | --- | --- | --- | --- | --- | --- | --- | --- | --- | --- | --- | --- | --- | --- | --- | --- | --- | --- | --- | --- | --- |
| 1962   | Ernst Furtmayr                         | Alfa Romeo Giulietta SZ                   | DAY | SEB | SEB | MAI | TAR | BER | NÜR | LEM | TAV | CCA | RTT | NÜR | BRI | BRI | PAR |     |     |     |     |     |     |     |
| 1962   | Ernst Furtmayr                         | Alfa Romeo Giulietta SZ                   |     |     |     |     |     |     |     |     |     |     |     | 15  |     |     |     |     |     |     |     |     |     |     |
| 1963   | Hans-Dieter Dechent                    | Alfa Romeo Giulietta                      | DAY | SEB | SEB | TAR | SPA | MAI | NÜR | CON | ROS | LEM | MON | WIS | TAV | FRE | CCE | RTT | OVI | NÜR | MON | MON | TDF | BRI |
| 1963   | Hans-Dieter Dechent                    | Alfa Romeo Giulietta                      |     |     |     |     |     |     | DNF |     | 55  |     |     |     |     |     |     |     |     |     |     |     |     |     |
| 1964   | Hans-Dieter Dechent Scuderia Lufthansa | Abarth-Simca 1300 Bialbero                | DAY | SEB | TAR | MON | SPA | CON | NÜR | ROS | LEM | REI | FRE | CCE | RTT | SIM | NÜR | MON | TDF | BRI | BRI | PAR |     |     |
| 1964   | Hans-Dieter Dechent Scuderia Lufthansa | Abarth-Simca 1300 Bialbero                |     |     |     |     |     |     | 32  | 20  |     |     | 22  |     |     |     | 2   |     |     |     |     | 23  |     |     |
| 1965   | Scuderia Lufthansa                     | Abarth-Simca 1300 Bialbero Abarth 1300 OT | DAY | SEB | BOL | MON | MON | RTT | TAR | SPA | NÜR | MUG | ROS | LEM | REI | BOZ | FRE | CCE | OVI | NÜR | BRI | BRI |     |     |
| 1965   | Scuderia Lufthansa                     | Abarth-Simca 1300 Bialbero Abarth 1300 OT |     |     |     |     |     |     |     |     | 24  |     |     |     |     |     |     |     |     | DNF |     |     |     |     |
| 1966   | Scuderia Lufthansa                     | Abarth 1300 OT                            | DAY | SEB | MON | TAR | SPA | NÜR | LEM | MUG | CCE | HOK | SIM | NÜR | ZEL |     |     |     |     |     |     |     |     |     |
| 1966   | Scuderia Lufthansa                     | Abarth 1300 OT                            |     |     |     |     |     | 16  |     |     |     | DNF |     | 7   | 12  |     |     |     |     |     |     |     |     |     |
| 1967   | Scuderia Lufthansa                     | Porsche 906                               | DAY | SEB | MON | SPA | TAR | NÜR | LEM | HOK | MUG | BRH | CCE | ZEL | OVI | NÜR |     |     |     |     |     |     |     |     |
| 1967   | Scuderia Lufthansa                     | Porsche 906                               |     |     |     |     |     | 6   |     |     |     |     |     | 9   |     |     |     |     |     |     |     |     |     |     |
| 1968   | Scuderia Lufthansa                     | Porsche 910 Porsche 906                   | DAY | SEB | BRH | MON | TAR | NÜR | SPA | WAT | ZEL | LEM |     |     |     |     |     |     |     |     |     |     |     |     |
| 1968   | Scuderia Lufthansa                     | Porsche 910 Porsche 906                   |     |     |     |     |     | DNF |     |     | 11  |     |     |     |     |     |     |     |     |     |     |     |     |     |
| 1969   | German B.G. Racing Team                | Porsche 907 Porsche 908                   | DAY | SEB | BRH | MON | TAR | SPA | NÜR | LEM | WAT | ZEL |     |     |     |     |     |     |     |     |     |     |     |     |
| 1969   | German B.G. Racing Team                | Porsche 907 Porsche 908                   |     |     | 10  | 3   | 6   | DNF | 10  |     |     | DNF |     |     |     |     |     |     |     |     |     |     |     |     |
| 1970   | Martini International                  | Porsche 908                               | DAY | SEB | BRH | MON | TAR | SPA | NÜR | LEM | WAT | ZEL |     |     |     |     |     |     |     |     |     |     |     |     |
| 1970   | Martini International                  | Porsche 908                               |     |     |     | DNF |     | 11  |     |     |     |     |     |     |     |     |     |     |     |     |     |     |     |     |